# Прабуты
Прабуты (пол. Prabuty) — город в Польше, входит в Поморское воеводство, Квидзынский повят. Имеет статус городско-сельской гмины. Занимает площадь 5,92 км². Население — 8215 человек (на 2004 год), 8156 в 2023 году 

## История
До Второй мировой войны город входил в состав Пруссии и назывался Ризенбург.

## Галерея

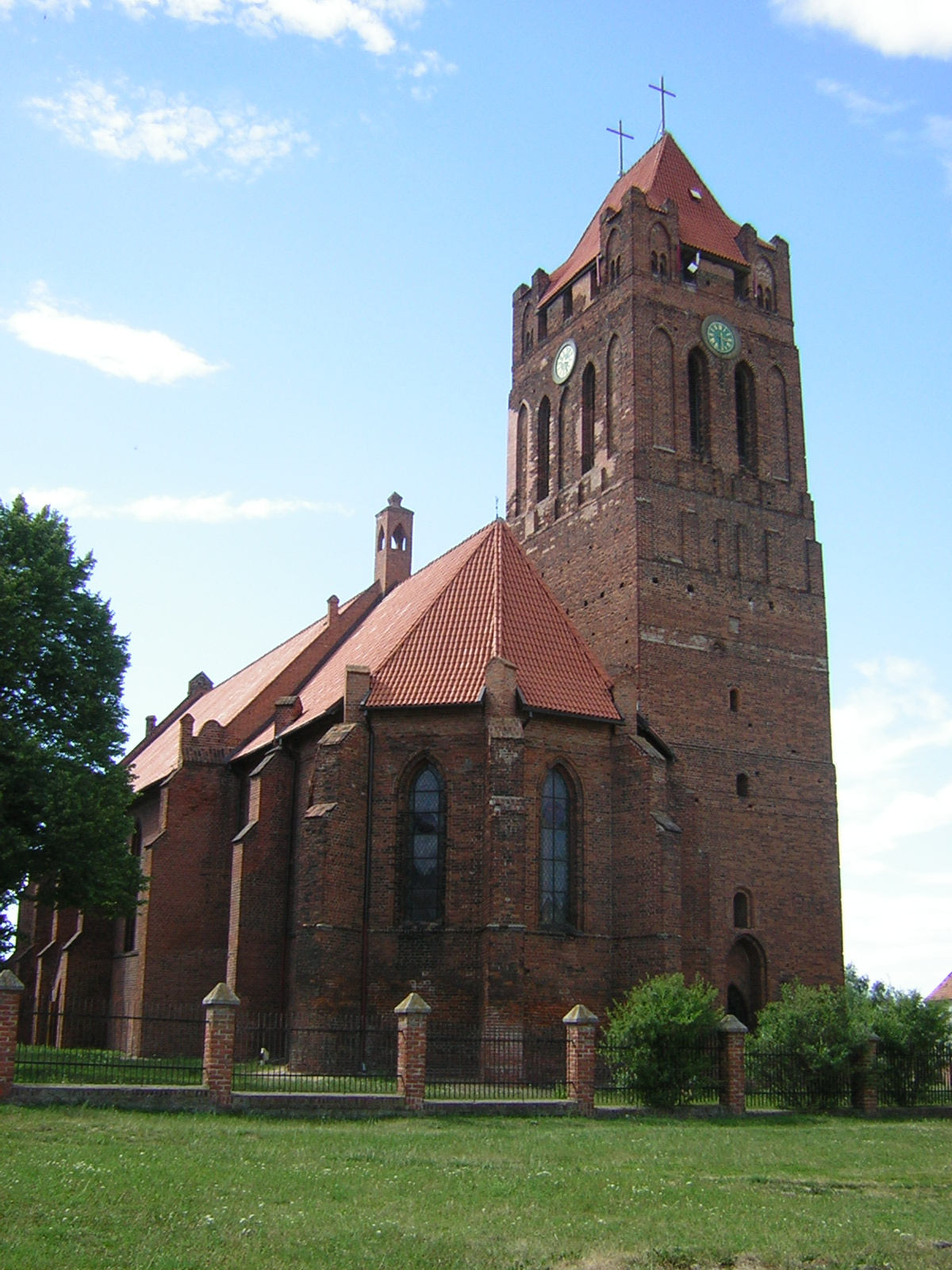
Городская приходская церковь (до 1945 г. протестантская)
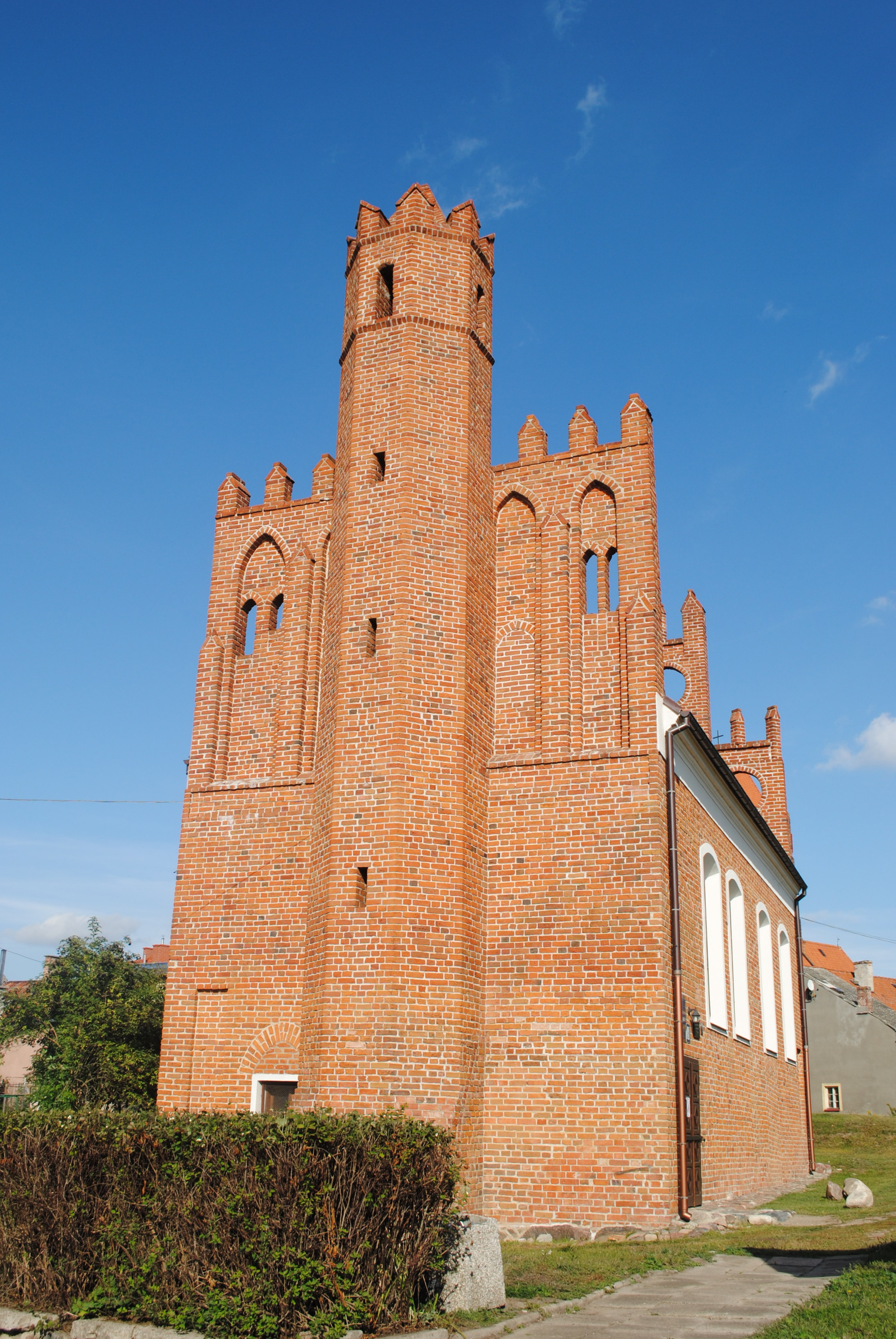
Малая (“польская") церковь, построенная в 1412 году.
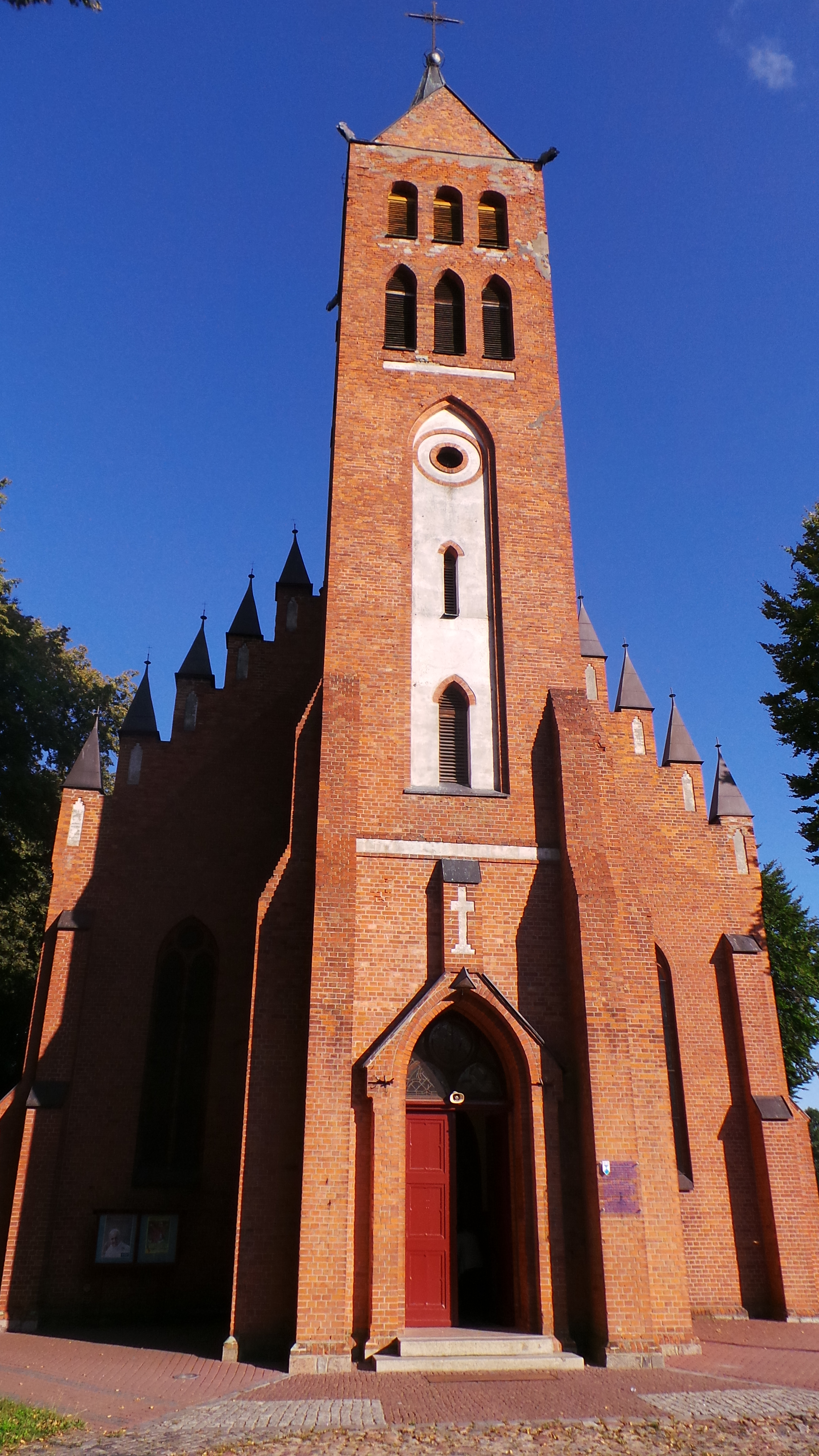
Андреевская церковь
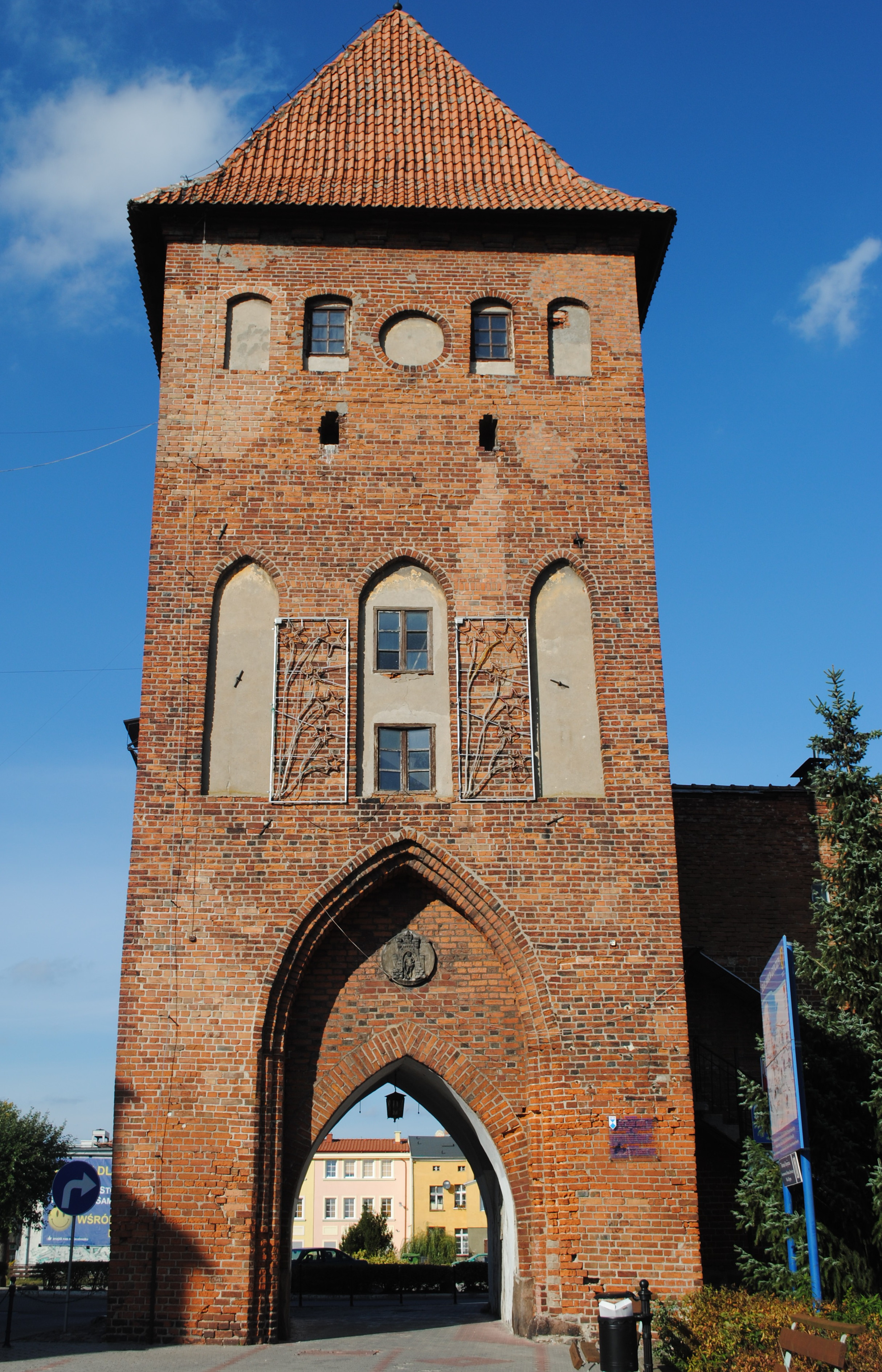
Ворота Мариенвердерера
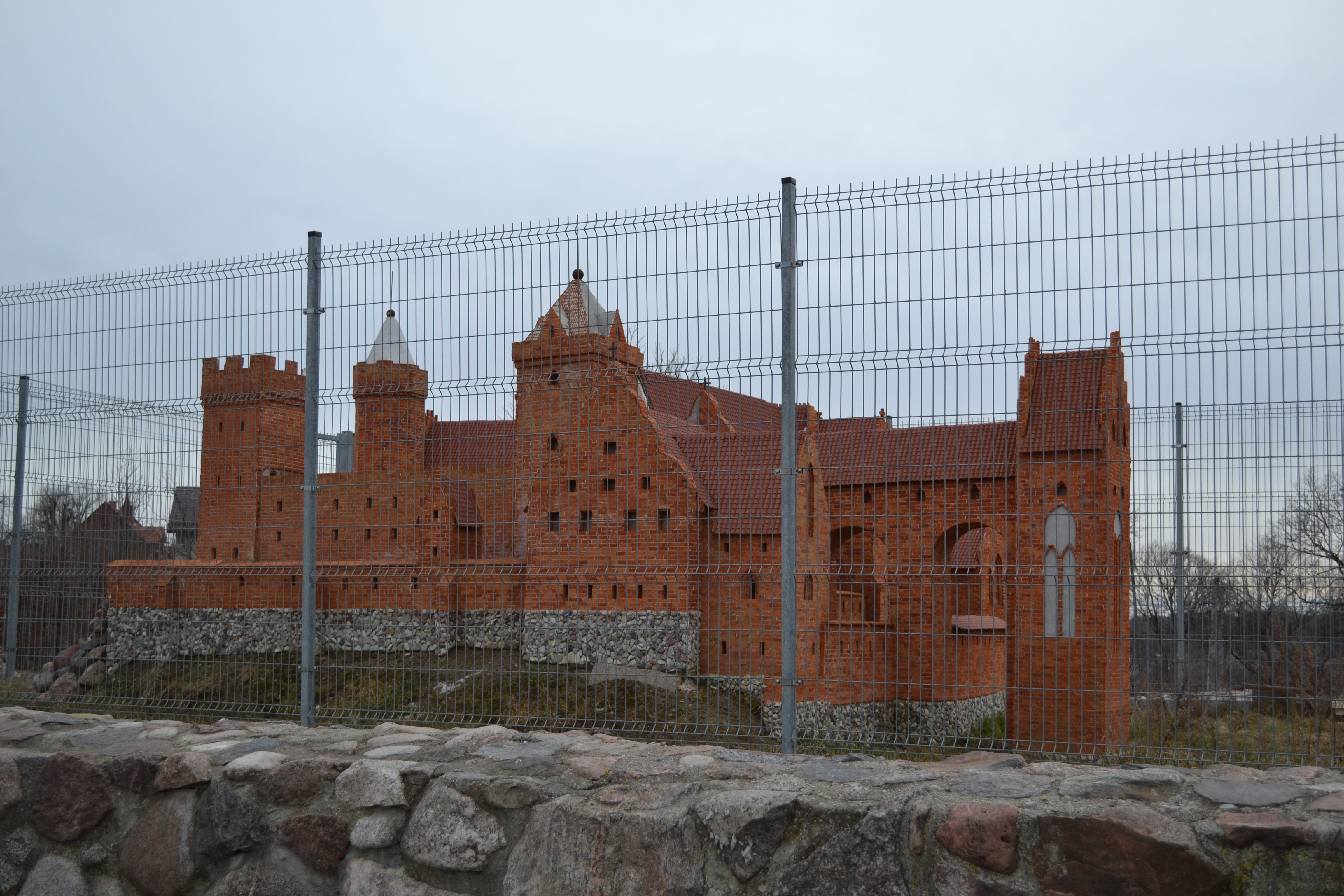
Модель Прабутского замка
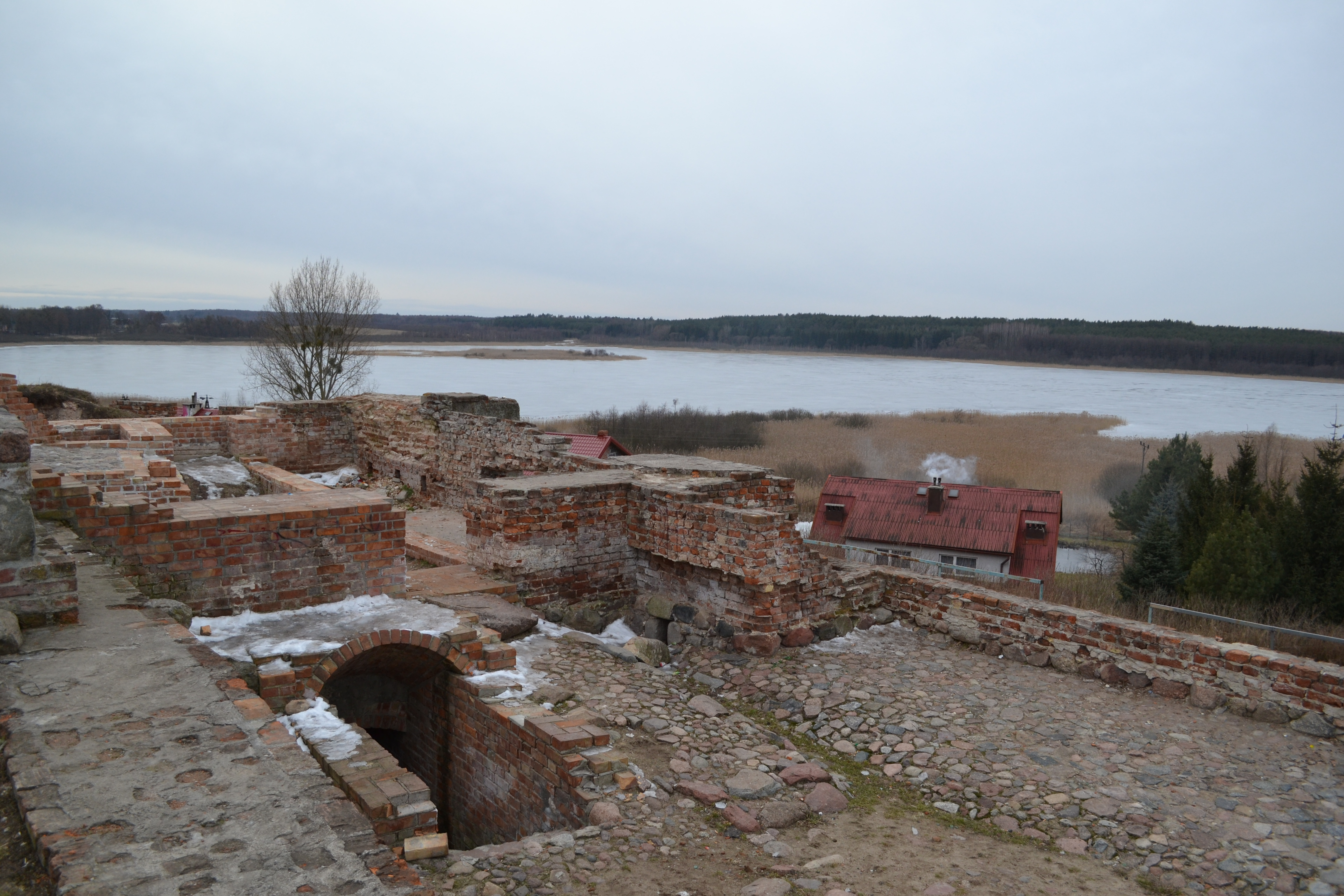
Фундамент разрушенного епископского дворца